# 스테퍼니 맥마흔
스테파니 맥맨(Stephanie McMahon)은 본명은 스테파니 마리아 맥마흔-레베이스크(Stephanie Marie McMahon-Levesque, 1976년 9월 24일 ~ )은 전 미국의 여자 프로레슬링선수자 전 WWE 회장 겸 전 CEO이자 러의 초대 커미셔너(Commissioner)이다. 1999년 9월 20일에 프로레슬링에 입문한 그녀는 트리플 H와 결혼하여 세 딸을 두고 있다.
명색이 WWE의 구성원이기 때문에 프로레슬링 경기를 뛸 수 있는 수준의 신체스펙을 보유하고 있으며 키 175cm에 몸이 거의 남자 선수들에 버금갈 정도로 매우 건장하다.

## 경력
- WWE 위민스 챔피언 (구 버전) 1회
- 스맥다운 제너럴 매니저 (2002년 7월18일 ~ 2003년 10월19일)
- 러 제너럴 매니저 (2008년 11월3일 ~ 2009년 4월6일)
- 현재 WWE의 부회장 및 각본팀 수장
- 러 커미셔너 (2016년 7월 11일 ~ 현재)
- WWE 회장 겸 CEO (2022년 7월 22일 ~ 2023년 1월 10일)

## 가족
- 아버지: 빈스 맥마흔
- 어머니: 린다 맥마흔
- 오빠: 셰인 맥마흔
- 남편: 트리플 H